# Харелбеке

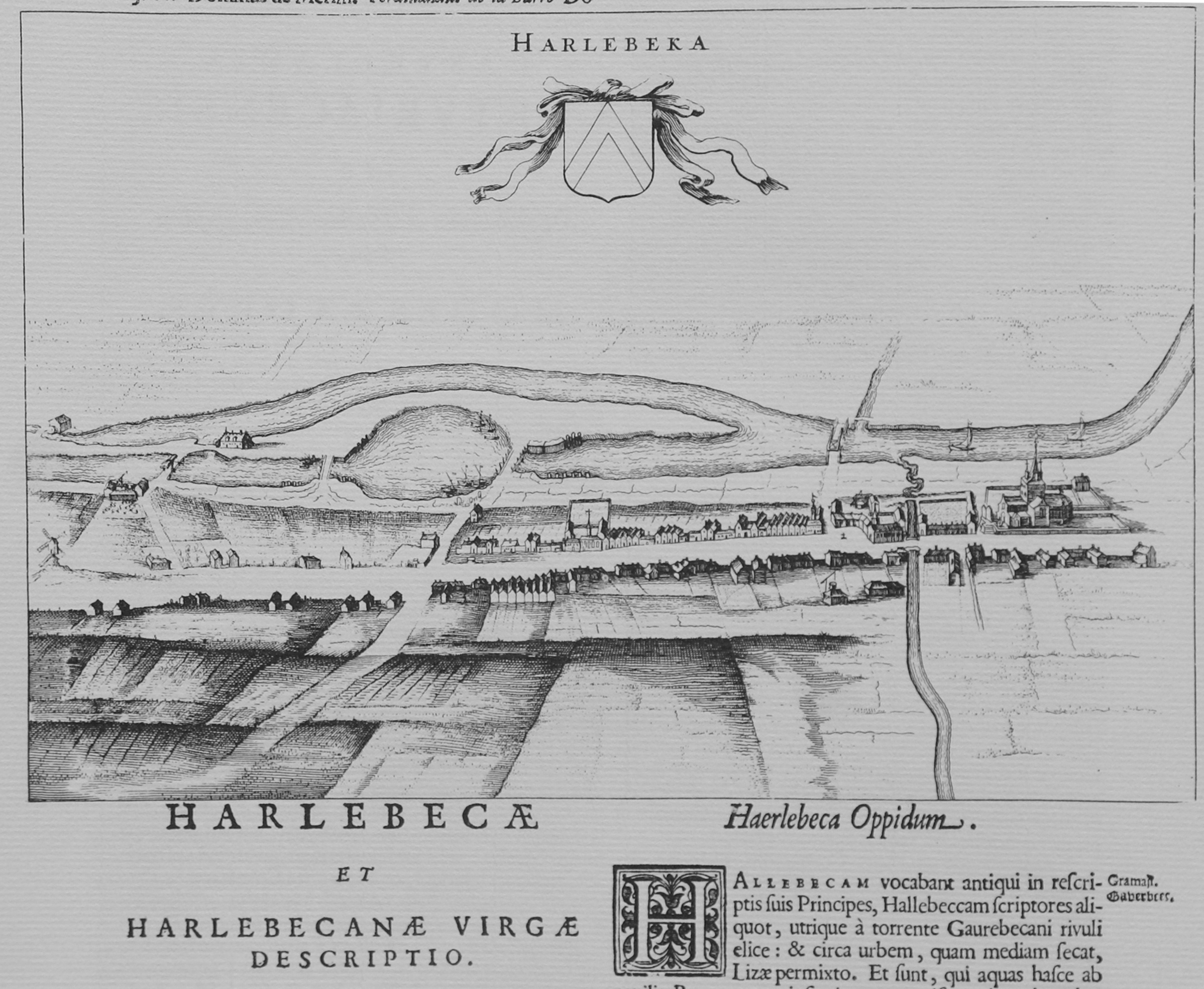
Карта Харелбеке, 1641 года

Харелбеке (нидерл. , фр. Harelbeke) — город и муниципалитет в Бельгии в составе фламандской провинции Западная Фландрия. Расположен в юго-восточной части провинции на северо-западе Бельгии на реке Лис.
Находится на расстоянии 73 км от столицы государства — Брюсселя, в 88 км — от Антверпена, в 37 км — от Гента и 161 км — от Льежа. 
Население — 26 957 человек (2012).
Харелбеке состоит из трех частей: центра, расположенного на правом берегу р. Лис, Бавикхова (Bavikhove) и Хулста (Hulste).

## Спорт
С 1958 года здесь проводится ежегодная классическая однодневная велогонка по маршруту Харелбеке — Антверпен — Харелбеке, под названием Гран-при E3 Харелбеке. В первые годы протяжённость дистанции составляла немногим более двухсот километров, в 1980-е годы выросла до 236, а с 2007 года снова составляет 203 километра. Текущий маршрут проходит петлёй из Харелбеке в Восточную Фландрию и обратно. E3 Харелбеке традиционно открывает неделю фламандских классик, включающую Гент — Вевельгем, Флеш Брабансон, Три дня Де Панне и наиболее престижный Тур Фландрии. В 2012 году гонка была включена в элитный UCI World Tour

## Достопримечательности
- Костëл Церковь Святого Сальватора (18 век)
- Костëл Святой Маргариты
- Старое здание железнодорожного вокзала
- Английский военное кладбище
- Музей Петера Бенуа и дом, где он родился
- Музей курительных трубок и табака

## Известные уроженцы
- Бенуа, Петер (1834—1901) — фламандский композитор

## Города-партнёры
- Ээнхана, Намибия

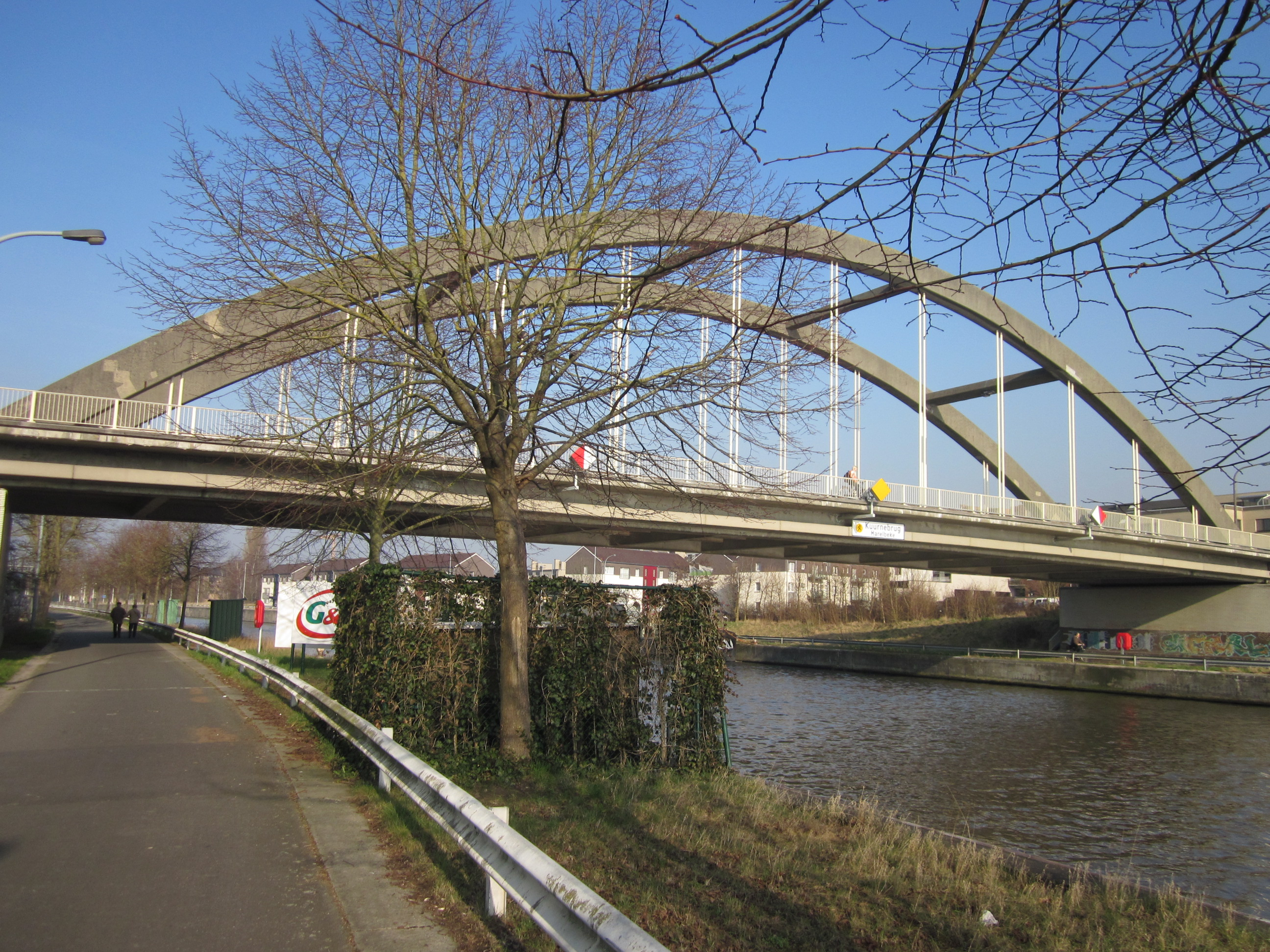
Мост через Лис
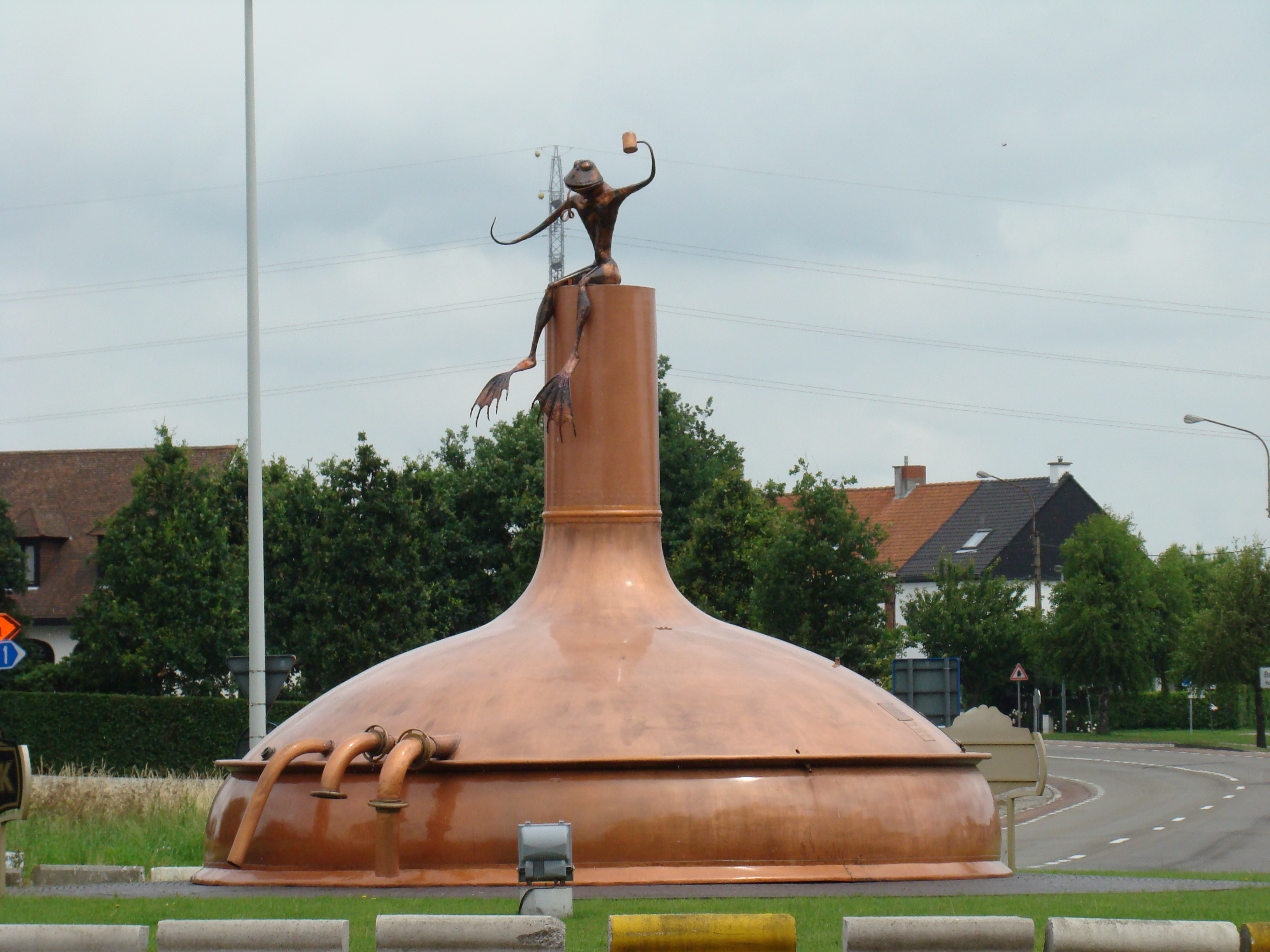
Памятник
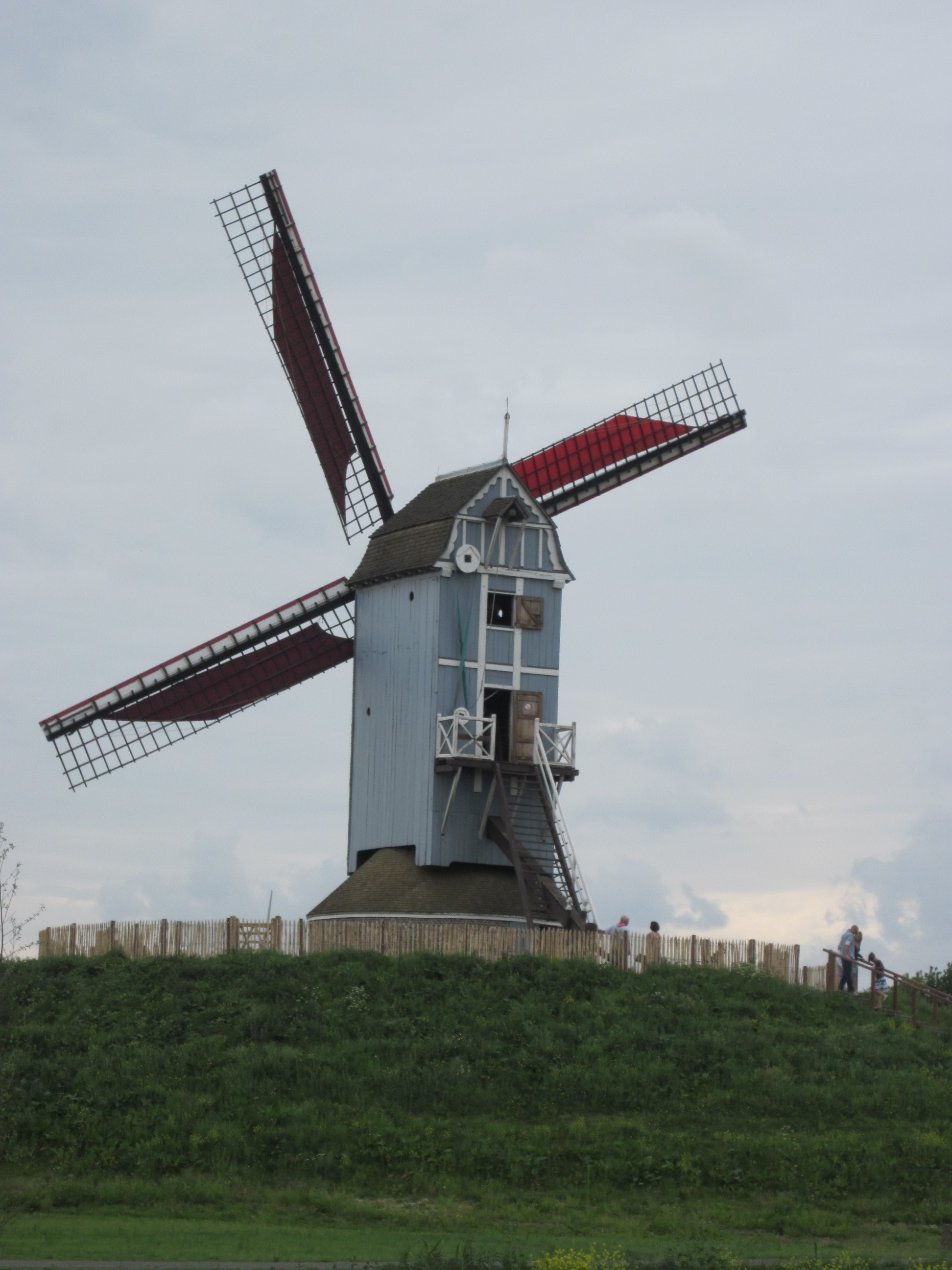
Ветряная мельница
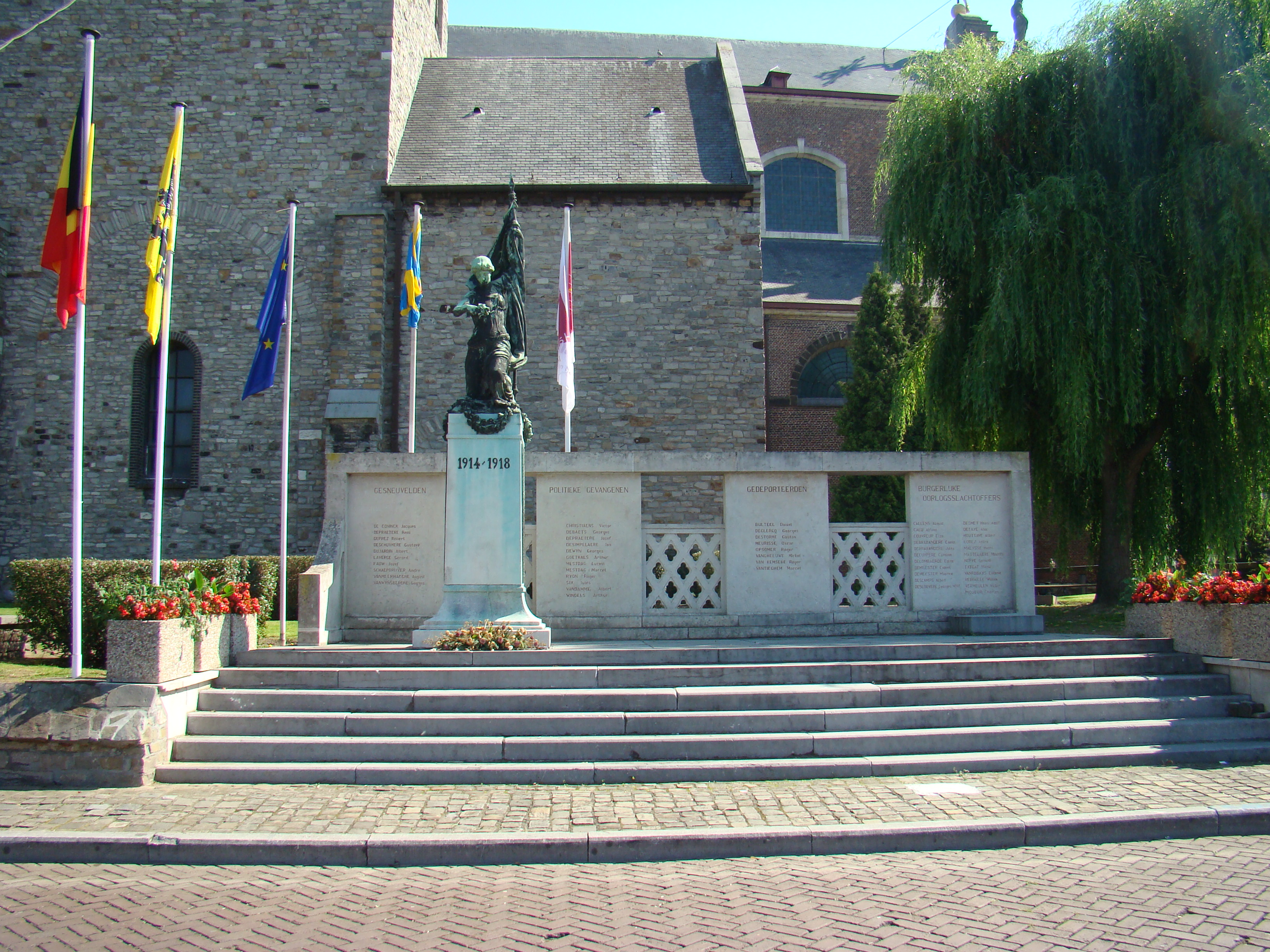
Военный мемориал жертвам первой мировой войны